# Shilda
Shilda (en georgiano: შილდა) es un pueblo en el este de Georgia, ubicado en el este de la región de Kajetia y siendo parte del municipio de Kvareli. 

## Geografía
Shilda se encuentra a 20 km de Kvareli.

## Historia
En 1716, el pueblo fue atacado por daguestaníes y muchas personas fueron quemadas en el interior y algunas fueron capturadas. En 1729, Shilda fue brutalmente destruida por los turco-otomanos. 
A finales de abril de 1812, cuando comenzó la segunda etapa de la rebelión de Kajetia, los campesinos participaron activamente en la rebelión. En la primera mitad del siglo XIX, Shilda se involucró en las relaciones monetarias y mercantiles. 
En el siglo XX también se practicaban en el pueblo la horticultura y la ganadería, y había fábricas de vino y zumos de frutas.

## Demografía
La evolución demográfica de Shilda entre 2002 y 2014 fue la siguiente:
| 5531                                            | 3927 |
| (Fuente: Population of Georgia in Soviet times) |      |

Según el censo de 2014, los georgianos constituían el 99,6% de la población.

## Economía
La población local se dedica principalmente a la agricultura: cultivo de viñedos, cultivo de trigo, maíz y otros cultivos agrícolas.

## Infraestructura

### Educación
Hay 2 escuelas secundarias en Shilda.